# Cleora nesiotis
Cleora nesiotis är en fjärilsart som beskrevs av Turner 1925. Cleora nesiotis ingår i släktet Cleora och familjen mätare. Inga underarter finns listade i Catalogue of Life.